# Classique mondiale de baseball 2013
Navigation
2009 2017
La Classique mondiale de baseball 2013 est la troisième édition de cette épreuve et se tient du 2 mars 2013 au 19 mars 2013
La Classique 2013 est marquée par l'évolution du format de la compétition : contrairement aux deux précédentes éditions, qui se composaient des mêmes seize pays, seuls les douze pays qui avaient remporté au moins un match lors de la Classique mondiale de baseball 2009 avaient la garantie d'une place dans le tournoi principal. Les équipes qualifiées automatiquement sont : l'Australie, la Chine, Cuba, la République Dominicaine, l'Italie, le Japon, le Mexique, les Pays-Bas, Porto Rico, la Corée du Sud, les États-Unis et le Venezuela. Quatre tableaux de qualification se sont déroulées à la fin 2012 et ont été remportées respectivement par : le Canada, le Taipei chinois, l'Espagne et le Brésil
Les tours finaux ont lieu aux États-Unis et au Japon : premier tour au Tokyo Dome à Tokyo, au Chase Field et au stade Salt River Fields at Talking Stick près de Phoenix (Arizona), demi-finales au Marlins Park de Miami et au AT&T Park de San Francisco, finale au même lieu à San Francisco,.

## Participants
Seize équipes sont invitées à participer au tour de qualification qui se dispute fin 2012 et attribue quatre places pour le tour final. Elles rejoignent les douze meilleures équipes de la dernière édition :
| Équipe           | Parcours                | Participations | Meilleure performance |
| ---------------- | ----------------------- | -------------- | --------------------- |
| Australie        | Classique mondiale 2009 | 3              | 1er tour              |
| Chine            | Classique mondiale 2009 | 3              | 1er tour              |
| Cuba             | Classique mondiale 2009 | 3              | (2006)                |
| Rép. dominicaine | Classique mondiale 2009 | 3              | Quatrième (2006)      |
| Italie           | Classique mondiale 2009 | 3              | 1er tour              |
| Japon H          | Classique mondiale 2009 | 3              | (2006, 2009)          |
| Mexique          | Classique mondiale 2009 | 3              | 2e tour (2006, 2009)  |
| Pays-Bas         | Classique mondiale 2009 | 3              | 2e tour (2009)        |
| Porto Rico H     | Classique mondiale 2009 | 3              | 2e tour (2006, 2009)  |
| Corée du Sud     | Classique mondiale 2009 | 3              | (2009)                |
| États-Unis H     | Classique mondiale 2009 | 3              | Quatrième (2009)      |
| Venezuela        | Classique mondiale 2009 | 3              | (2009)                |
| Espagne          | Tour qualificatif 1     | 1              | -                     |
| Canada           | Tour qualificatif 2     | 3              | 1er tour              |
| Brésil           | Tour qualificatif 3     | 1              | -                     |
| Taïwan H         | Tour qualificatif 4     | 3              | 1er tour              |

## Stade et calendrier
| Premier tour 2 au 10 mars                         | Premier tour 2 au 10 mars                                                        | Premier tour 2 au 10 mars                                   | Premier tour 2 au 10 mars                        |
| Groupe A Fukuoka Dome Fukuoka (Capacité : 38 561) | Groupe B Taichung Intercontinental Baseball Stadium Taichung (Capacité : 19 000) | Groupe C Estadio Hiram Bithorn San Juan (Capacité : 18 000) | Groupe D Chase Field Phoenix (Capacité : 48 633) |
| Deuxième tour 8 au 16 mars                        | Deuxième tour 8 au 16 mars                                                       | Tour final 17 au 19 mars                                    | Tour final 17 au 19 mars                         |
| Groupe 1 Tokyo Dome Tokyo (Capacité : 42 000)     | Groupe 2 Marlins Park Miami (Capacité : 36 742)                                  | AT&T Park San Francisco (Capacité : 41 915)                 | AT&T Park San Francisco (Capacité : 41 915)      |
| ------------------------------------------------- | -------------------------------------------------------------------------------- | ----------------------------------------------------------- | ------------------------------------------------ |

## Composition des groupes
| Groupe A    | Groupe B         | Groupe C              | Groupe D         |
| ----------- | ---------------- | --------------------- | ---------------- |
| Japon H (3) | Corée du Sud (4) | Venezuela (8)         | États-Unis H (2) |
| Chine (18)  | Australie (7)    | Porto Rico H (12)     | Mexique (11)     |
| Cuba (1)    | Pays-Bas (10)    | Rép. dominicaine (13) | Italie (9)       |
| Brésil (20) | Taïwan H (5)     | Espagne (16)          | Canada (6)       |

## 1ertour

### Poule A
| \| # \| Nations \| J \| V \| D \| PP \| PC \| DIFF \| % \| GB \| \| - \| ------- \| - \| - \| - \| -- \| -- \| ---- \| ----- \| -- \| \| 1 \| Cuba \| 3 \| 3 \| 0 \| 23 \| 5 \| +18 \| 1.000 \| — \| \| 2 \| Japon H \| 3 \| 2 \| 1 \| 13 \| 11 \| +2 \| .667 \| 1 \| \| 3 \| Chine \| 3 \| 1 \| 2 \| 7 \| 19 \| -12 \| .333 \| 2 \| \| 4 \| Brésil \| 3 \| 0 \| 3 \| 7 \| 15 \| -8 \| .000 \| 3 \| | Qualifiée pour le 2e tour et pour la Classique mondiale de baseball 2017 Qualifiée pour la Classique mondiale de baseball 2017 |   |   |   |    |    |      |       |    |
| # | Nations | J | V | D | PP | PC | DIFF | %     | GB |
| 1 | Cuba | 3 | 3 | 0 | 23 | 5  | +18  | 1.000 | —  |
| 2 | Japon H | 3 | 2 | 1 | 13 | 11 | +2   | .667  | 1  |
| 3 | Chine | 3 | 1 | 2 | 7  | 19 | -12  | .333  | 2  |
| 4 | Brésil | 3 | 0 | 3 | 7  | 15 | -8   | .000  | 3  |

| Date        | Heure locale | Visiteur | Score    | Hôte   | Stade        | Temps de jeu | Affluence |
| ----------- | ------------ | -------- | -------- | ------ | ------------ | ------------ | --------- |
| 2 mars 2013 | 19:00        | Japon    | 5-3      | Brésil | Fukuoka Dome | 3:20         | 28 181    |
| 3 mars 2013 | 12:30        | Cuba     | 5-2      | Brésil | Fukuoka Dome | 3:22         | 4 003     |
| 3 mars 2013 | 19:00        | Chine    | 2-5      | Japon  | Fukuoka Dome | 2:57         | 13 891    |
| 4 mars 2013 | 16:30        | Chine    | 0-12 (7) | Cuba   | Fukuoka Dome | 2:38         | 3 123     |
| 5 mars 2013 | 17:00        | Brésil   | 2-5      | Chine  | Fukuoka Dome | 3:12         | 3 110     |
| 6 mars 2013 | 19:00        | Japon    | 3-6      | Cuba   | Fukuoka Dome | 3:39         | 26 860    |

### Poule B
| \| # \| Nations \| J \| V \| D \| PP \| PC \| DIFF \| % \| GB \| \| - \| ------------ \| - \| - \| - \| -- \| -- \| ---- \| ---- \| -- \| \| 1 \| Taïwan H \| 3 \| 2 \| 1 \| 14 \| 7 \| +7 \| .667 \| — \| \| 2 \| Pays-Bas \| 3 \| 2 \| 1 \| 12 \| 9 \| +3 \| .667 \| — \| \| 3 \| Corée du Sud \| 3 \| 2 \| 1 \| 9 \| 7 \| +2 \| .667 \| — \| \| 4 \| Australie \| 3 \| 0 \| 3 \| 2 \| 14 \| -12 \| .000 \| 2 \| | Qualifiée pour le 2e tour et pour la Classique mondiale de baseball 2017 Qualifiée pour la Classique mondiale de baseball 2017 |   |   |   |    |    |      |      |    |
| # | Nations | J | V | D | PP | PC | DIFF | %    | GB |
| 1 | Taïwan H | 3 | 2 | 1 | 14 | 7  | +7   | .667 | —  |
| 2 | Pays-Bas | 3 | 2 | 1 | 12 | 9  | +3   | .667 | —  |
| 3 | Corée du Sud | 3 | 2 | 1 | 9  | 7  | +2   | .667 | —  |
| 4 | Australie | 3 | 0 | 3 | 2  | 14 | -12  | .000 | 2  |

| Date        | Heure locale | Visiteur     | Score | Hôte         | Stade                             | Temps de jeu | Affluence |
| ----------- | ------------ | ------------ | ----- | ------------ | --------------------------------- | ------------ | --------- |
| 2 mars 2013 | 12:30        | Australie    | 1-4   | Taïwan       | Intercontinental Baseball Stadium | 2:53         | 20 035    |
| 2 mars 2013 | 19:30        | Corée du Sud | 0-5   | Pays-Bas     | Intercontinental Baseball Stadium | 3:24         | 1 085     |
| 3 mars 2013 | 14:30        | Pays-Bas     | 3-8   | Taïwan       | Intercontinental Baseball Stadium | 3:09         | 22 689    |
| 4 mars 2013 | 18:30        | Corée du Sud | 6-0   | Australie    | Intercontinental Baseball Stadium | 3:31         | 1 481     |
| 5 mars 2013 | 12:30        | Australie    | 1-4   | Pays-Bas     | Intercontinental Baseball Stadium | 2:50         | 1 113     |
| 5 mars 2013 | 19:30        | Taïwan       | 2-3   | Corée du Sud | Intercontinental Baseball Stadium | 3:27         | 23 431    |

### Poule C
| \| # \| Nations \| J \| V \| D \| PP \| PC \| DIFF \| % \| GB \| \| - \| ---------------- \| - \| - \| - \| -- \| -- \| ---- \| ----- \| -- \| \| 1 \| Rép. dominicaine \| 3 \| 3 \| 0 \| 19 \| 8 \| +11 \| 1.000 \| — \| \| 2 \| Porto Rico H \| 3 \| 2 \| 1 \| 11 \| 7 \| +4 \| .667 \| 1 \| \| 3 \| Venezuela \| 3 \| 1 \| 2 \| 17 \| 21 \| -4 \| .333 \| 2 \| \| 4 \| Espagne \| 3 \| 0 \| 3 \| 9 \| 20 \| -11 \| .000 \| 3 \| | Qualifiée pour le 2e tour et pour la Classique mondiale de baseball 2017 Qualifiée pour la Classique mondiale de baseball 2017 |   |   |   |    |    |      |       |    |
| # | Nations | J | V | D | PP | PC | DIFF | %     | GB |
| 1 | Rép. dominicaine | 3 | 3 | 0 | 19 | 8  | +11  | 1.000 | —  |
| 2 | Porto Rico H | 3 | 2 | 1 | 11 | 7  | +4   | .667  | 1  |
| 3 | Venezuela | 3 | 1 | 2 | 17 | 21 | -4   | .333  | 2  |
| 4 | Espagne | 3 | 0 | 3 | 9  | 20 | -11  | .000  | 3  |

| Date         | Heure locale | Visiteur         | Score | Hôte             | Stade                 | Temps de jeu | Affluence |
| ------------ | ------------ | ---------------- | ----- | ---------------- | --------------------- | ------------ | --------- |
| 7 mars 2013  | 19:30        | Venezuela        | 3-9   | Rép. dominicaine | Hiram Bithorn Stadium | 3:55         | 15 055    |
| 8 mars 2013  | 18:30        | Espagne          | 0-3   | Porto Rico       | Hiram Bithorn Stadium | 3:05         | 14 974    |
| 9 mars 2013  | 12:00        | Rép. dominicaine | 6-3   | Espagne          | Hiram Bithorn Stadium | 3:35         | 13 421    |
| 9 mars 2013  | 18:30        | Porto Rico       | 6-3   | Venezuela        | Hiram Bithorn Stadium | 3:35         | 18 800    |
| 10 mars 2013 | 12:30        | Espagne          | 6-11  | Venezuela        | Hiram Bithorn Stadium | 3:59         | 13 395    |
| 10 mars 2013 | 19:30        | Rép. dominicaine | 4-2   | Porto Rico       | Hiram Bithorn Stadium | 3:41         | 19 413    |

### Poule D
| \| # \| Nations \| J \| V \| D \| PP \| PC \| DIFF \| % \| GB \| \| - \| ------------ \| - \| - \| - \| -- \| -- \| ---- \| ---- \| -- \| \| 1 \| États-Unis H \| 3 \| 2 \| 1 \| 17 \| 11 \| +6 \| .667 \| — \| \| 2 \| Italie \| 3 \| 2 \| 1 \| 22 \| 15 \| +7 \| .667 \| \| \| 3 \| Canada \| 3 \| 1 \| 2 \| 18 \| 26 \| -8 \| .333 \| 1 \| \| 4 \| Mexique \| 3 \| 1 \| 2 \| 13 \| 18 \| -5 \| .333 \| 1 \| | Qualifiée pour le 2e tour et pour la Classique mondiale de baseball 2017 Qualifiée pour la Classique mondiale de baseball 2017 |   |   |   |    |    |      |      |    |
| # | Nations | J | V | D | PP | PC | DIFF | %    | GB |
| 1 | États-Unis H | 3 | 2 | 1 | 17 | 11 | +6   | .667 | —  |
| 2 | Italie | 3 | 2 | 1 | 22 | 15 | +7   | .667 |    |
| 3 | Canada | 3 | 1 | 2 | 18 | 26 | -8   | .333 | 1  |
| 4 | Mexique | 3 | 1 | 2 | 13 | 18 | -5   | .333 | 1  |

| Date         | Heure locale | Visiteur   | Score    | Hôte       | Stade                              | Temps de jeu | Affluence |
| ------------ | ------------ | ---------- | -------- | ---------- | ---------------------------------- | ------------ | --------- |
| 7 mars 2013  | 13:00        | Italie     | 6-5      | Mexique    | Salt River Fields at Talking Stick | 3:41         | 4 478     |
| 8 mars 2013  | 12:00        | Canada     | 4-14 (8) | Italie     | Chase Field                        | 3:27         | 5 140     |
| 8 mars 2013  | 19:00        | Mexique    | 5-2      | États-Unis | Chase Field                        | 3:29         | 44 256    |
| 9 mars 2013  | 12:30        | Canada     | 10-3     | Mexique    | Chase Field                        | 3:44         | 19 581    |
| 9 mars 2013  | 19:00        | États-Unis | 6-2      | Italie     | Chase Field                        | 3:21         | 19 303    |
| 10 mars 2013 | 13:00        | États-Unis | 9-4      | Canada     | Chase Field                        | 3:18         | 22 425    |

## Deuxième Tour

### Poule 1
|  | Préliminaires | Préliminaires | Préliminaires | Préliminaires |          |          | Demi-finales | Demi-finales | Demi-finales | Demi-finales |  |  | Finale | Finale | Finale | Finale |
|  |               |               |               |               |          |          |              |              |              |              |  |  |        |        |        |        |
|  |               |               |               |               |          |          |              |              |              |              |  |  |        |        |        |        |
|  |               |               |               |               |          |          |              |              |              |              |  |  |        |        |        |        |
|  | Pays-Bas      | Pays-Bas      | 6             | 6             |          |          |              |              |              |              |  |  |        |        |        |        |
|  | Pays-Bas      | Pays-Bas      | 6             | 6             |          |          |              |              |              |              |  |  |        |        |        |        |
|  | Cuba          | Cuba          | 2             | 2             |          |          |              |              |              |              |  |  |        |        |        |        |
|  | Cuba          | Cuba          | 2             | 2             | Pays-Bas | Pays-Bas | 4            | 4            |              |              |  |  |        |        |        |        |
|  |               |               |               |               | Pays-Bas | Pays-Bas | 4            | 4            |              |              |  |  |        |        |        |        |
|  |               |               | Japon         | Japon         | 16       | 16       |              |              |              |              |  |  |        |        |        |        |
|  | Japon         | Japon         | Japon         | Japon         | 16       | 16       | 4            | 4            |              |              |  |  |        |        |        |        |
|  | Japon         | Japon         |               |               |          |          |              | 4            |              |              |  |  |        |        |        |        |
|  | Taïwan        | Taïwan        | 3             | 3             |          |          |              |              |              |              |  |  |        |        |        |        |
|  | Taïwan        | Taïwan        | 3             | 3             | Japon    | Japon    | 10           | 10           |              |              |  |  |        |        |        |        |
|  |               |               |               |               | Japon    | Japon    | 10           | 10           |              |              |  |  |        |        |        |        |
|  |               |               | Pays-Bas      | Pays-Bas      | 6        | 6        |              |              |              |              |  |  |        |        |        |        |
|  |               |               |               |               | 6        | 6        |              |              |              |              |  |  |        |        |        |        |
|  |               |               |               |               |          |          |              |              |              |              |  |  |        |        |        |        |
|  |               |               |               |               |          |          |              |              |              |              |  |  |        |        |        |        |
|  | Cuba          | Cuba          | 6             | 6             |          |          |              |              |              |              |  |  |        |        |        |        |
|  | Cuba          | Cuba          | 6             | 6             |          |          |              |              |              |              |  |  |        |        |        |        |
|  |               |               | Pays-Bas      | Pays-Bas      | 7        | 7        |              |              |              |              |  |  |        |        |        |        |
|  | Cuba          | Cuba          | Pays-Bas      | Pays-Bas      | 7        | 7        | 14           | 14           |              |              |  |  |        |        |        |        |
|  | Cuba          | Cuba          |               |               |          |          |              | 14           |              |              |  |  |        |        |        |        |
|  | Taïwan        | Taïwan        | 0             | 0             |          |          |              |              |              |              |  |  |        |        |        |        |
|  | Taïwan        | Taïwan        | 0             | 0             |          |          |              |              |              |              |  |  |        |        |        |        |
|  |               |               |               |               |          |          |              |              |              |              |  |  |        |        |        |        |

| # | Nations  |
| - | -------- |
| 1 | Japon H  |
| 2 | Pays-Bas |
| 3 | Cuba     |
| 4 | Taïwan   |

| Date         | Heure locale | Visiteur | Score | Hôte     | Stade      | Temps de jeu | Affluence |
| ------------ | ------------ | -------- | ----- | -------- | ---------- | ------------ | --------- |
| 8 mars 2013  | 12:00        | Pays-Bas | 6-2   | Cuba     | Tokyo Dome | 3:38         | 38 588    |
| 8 mars 2013  | 19:00        | Japon    | 4-3   | Taïwan   | Tokyo Dome | 4:47         | 43 527    |
| 9 mars 2013  | 19:00        | Taïwan   | 0-14  | Cuba     | Tokyo Dome | 2:43         | 12 884    |
| 10 mars 2013 | 19:00        | Japon    | 16-4  | Pays-Bas | Tokyo Dome | 2:53         | 37 745    |
| 11 mars 2013 | 19:00        | Cuba     | 6-7   | Pays-Bas | Tokyo Dome | 3:52         | 7 613     |
| 12 mars 2013 | 19:00        | Pays-Bas | 6-10  | Japon    | Tokyo Dome | 3:30         | 30 301    |

### Poule 2
|  | Préliminaires    | Préliminaires    | Préliminaires | Préliminaires |                  |                  | Demi-finales | Demi-finales | Demi-finales | Demi-finales |  |  | Finale | Finale | Finale | Finale |
|  |                  |                  |               |               |                  |                  |              |              |              |              |  |  |        |        |        |        |
|  |                  |                  |               |               |                  |                  |              |              |              |              |  |  |        |        |        |        |
|  |                  |                  |               |               |                  |                  |              |              |              |              |  |  |        |        |        |        |
|  | Italie           | Italie           | 4             | 4             |                  |                  |              |              |              |              |  |  |        |        |        |        |
|  | Italie           | Italie           | 4             | 4             |                  |                  |              |              |              |              |  |  |        |        |        |        |
|  | Rép. dominicaine | Rép. dominicaine | 5             | 5             |                  |                  |              |              |              |              |  |  |        |        |        |        |
|  | Rép. dominicaine | Rép. dominicaine | 5             | 5             | Rép. dominicaine | Rép. dominicaine | 3            | 3            |              |              |  |  |        |        |        |        |
|  |                  |                  |               |               | Rép. dominicaine | Rép. dominicaine | 3            | 3            |              |              |  |  |        |        |        |        |
|  |                  |                  | États-Unis    | États-Unis    | 1                | 1                |              |              |              |              |  |  |        |        |        |        |
|  | Porto Rico       | Porto Rico       | États-Unis    | États-Unis    | 1                | 1                | 1            | 1            |              |              |  |  |        |        |        |        |
|  | Porto Rico       | Porto Rico       |               |               |                  |                  |              | 1            |              |              |  |  |        |        |        |        |
|  | États-Unis       | États-Unis       | 7             | 7             |                  |                  |              |              |              |              |  |  |        |        |        |        |
|  | États-Unis       | États-Unis       | 7             | 7             | Rép. dominicaine | Rép. dominicaine | 2            | 2            |              |              |  |  |        |        |        |        |
|  |                  |                  |               |               | Rép. dominicaine | Rép. dominicaine | 2            | 2            |              |              |  |  |        |        |        |        |
|  |                  |                  | Porto Rico    | Porto Rico    | 0                | 0                |              |              |              |              |  |  |        |        |        |        |
|  |                  |                  |               |               | 0                | 0                |              |              |              |              |  |  |        |        |        |        |
|  |                  |                  |               |               |                  |                  |              |              |              |              |  |  |        |        |        |        |
|  |                  |                  |               |               |                  |                  |              |              |              |              |  |  |        |        |        |        |
|  | Porto Rico       | Porto Rico       | 4             | 4             |                  |                  |              |              |              |              |  |  |        |        |        |        |
|  | Porto Rico       | Porto Rico       | 4             | 4             |                  |                  |              |              |              |              |  |  |        |        |        |        |
|  |                  |                  | États-Unis    | États-Unis    | 3                | 3                |              |              |              |              |  |  |        |        |        |        |
|  | Italie           | Italie           | États-Unis    | États-Unis    | 3                | 3                | 3            | 3            |              |              |  |  |        |        |        |        |
|  | Italie           | Italie           |               |               |                  |                  |              | 3            |              |              |  |  |        |        |        |        |
|  | Porto Rico       | Porto Rico       | 4             | 4             |                  |                  |              |              |              |              |  |  |        |        |        |        |
|  | Porto Rico       | Porto Rico       | 4             | 4             |                  |                  |              |              |              |              |  |  |        |        |        |        |
|  |                  |                  |               |               |                  |                  |              |              |              |              |  |  |        |        |        |        |

| # | Nations          |
| - | ---------------- |
| 1 | Rép. dominicaine |
| 2 | Porto Rico       |
| 3 | États-Unis H     |
| 4 | Italie           |

| Date         | Heure locale | Visiteur         | Score | Hôte             | Stade        | Temps de jeu | Affluence |
| ------------ | ------------ | ---------------- | ----- | ---------------- | ------------ | ------------ | --------- |
| 12 mars 2013 | 13:00        | Italie           | 4-5   | Rép. dominicaine | Marlins Park | 3:17         | 14 482    |
| 12 mars 2013 | 20:00        | Porto Rico       | 1-7   | États-Unis       | Marlins Park | 3:22         | 32 872    |
| 13 mars 2013 | 19:00        | Italie           | 3-4   | Porto Rico       | Marlins Park | 3:46         | 27 296    |
| 14 mars 2013 | 19:00        | Rép. dominicaine | 3-1   | États-Unis       | Marlins Park | 3:17         | 34 366    |
| 15 mars 2013 | 19:00        | Porto Rico       | 4-3   | États-Unis       | Marlins Park | 3:24         | 19 762    |
| 16 mars 2013 | 13:00        | Porto Rico       | 0-2   | Rép. dominicaine | Marlins Park | 2:58         | 25 846    |

## Phase finale
|  | Demi-finales     | Demi-finales     | Demi-finales     | Demi-finales     |            |            | Finale | Finale | Finale | Finale |
|  |                  |                  |                  |                  |            |            |        |        |        |        |
|  |                  |                  |                  |                  |            |            |        |        |        |        |
|  | Porto Rico       | Porto Rico       | 3                | 3                |            |            |        |        |        |        |
|  | Porto Rico       | Porto Rico       | 3                | 3                |            |            |        |        |        |        |
|  | Japon            | Japon            | 1                | 1                |            |            |        |        |        |        |
|  | Japon            | Japon            | 1                | 1                | Porto Rico | Porto Rico | 0      | 0      |        |        |
|  |                  |                  |                  |                  | Porto Rico | Porto Rico | 0      | 0      |        |        |
|  |                  |                  | Rép. dominicaine | Rép. dominicaine | 3          | 3          |        |        |        |        |
|  | Pays-Bas         | Pays-Bas         | Rép. dominicaine | Rép. dominicaine | 3          | 3          | 1      | 1      |        |        |
|  | Pays-Bas         | Pays-Bas         |                  |                  |            |            |        | 1      |        |        |
|  | Rép. dominicaine | Rép. dominicaine | 4                | 4                |            |            |        |        |        |        |
|  | Rép. dominicaine | Rép. dominicaine | 4                | 4                |            |            |        |        |        |        |

### Demi-finales
| Porto Rico | 1 | 0 | 0 | 0 | 0 | 0 | 2 | 0 | 0 | 3 | 9 | 0 |
| Japon | 0 | 0 | 0 | 0 | 0 | 0 | 0 | 1 | 0 | 1 | 6 | 1 |
| Lanceurs partants : PUR : Mario Santiago JPN : Kenta Maeda Vic. : Mario Santiago (1-1) Déf. : Kenta Maeda (2-1) HRs : PUR : Alex Ríos (1) |   |   |   |   |   |   |   |   |   |   |   |   |

| Pays-Bas | 1 | 0 | 0 | 0 | 0 | 0 | 0 | 0 | 0 | 1 | 4 | 1 |
| Rép. dominicaine | 0 | 0 | 0 | 0 | 4 | 0 | 0 | 0 | X | 4 | 9 | 0 |
| Lanceurs partants : NED : Diego Markwell DOM : Edinson Vólquez Vic. : Edinson Vólquez (1-0) Déf. : Diego Markwell (2-1) |   |   |   |   |   |   |   |   |   |   |   |   |

### Finale
| Porto Rico | 0 | 0 | 0 | 0 | 0 | 0 | 0 | 0 | 0 | 0 | 3 | 0 |
| Rép. dominicaine | 2 | 0 | 0 | 0 | 1 | 0 | 0 | 0 | X | 3 | 8 | 1 |
| Lanceurs partants : PUR : Giancarlo Alvarado DOM : Samuel Deduno Vic. : Samuel Deduno (2-0) Déf. : Giancarlo Alvarado (1-1) |   |   |   |   |   |   |   |   |   |   |   |   |

| Champion du monde - Classique mondiale 2013 Rép. dominicaine 1er titre |

## Classement final
| Place              | Équipe           | Parcours    |
| ------------------ | ---------------- | ----------- |
| Médaille d'or      | Rép. dominicaine | Vainqueur   |
| Médaille d'argent  | Porto Rico       | Finaliste   |
| Médaille de bronze | Japon            | Demi-finale |
| 4                  | Pays-Bas         | Demi-finale |
| 5                  | Cuba             | 2e tour     |
| 6                  | États-Unis       | 2e tour     |
| 7                  | Italie           | 2e tour     |
| 8                  | Taïwan           | 2e tour     |
| 9                  | Corée du Sud     | 1er tour    |
| 10                 | Venezuela        | 1er tour    |
| 11                 | Mexique          | 1er tour    |
| 12                 | Canada           | 1er tour    |
| 13                 | Chine            | 1er tour    |
| 14                 | Brésil           | 1er tour    |
| 15                 | Espagne          | 1er tour    |
| 16                 | Australie        | 1er tour    |